# Іштван Деак
Іштван Деак (угор. Deák István, 11 травня 1926, Секешфегервар, Угорщина — 10 січня 2023) — угорський історик та емеритований професор Колумбійського університету, що працює переважно в США. Фахівець з історії Східної та Центральної Європи.

## Біографія
Деак почав студіювати в 1945 році в Будапешті і залишив у 1948 році Угорщину після приходу до влади прорадянських комуністів. Продовжив навчання в Сорбонні й працював журналістом у Франції та на Радіо Вільна Європа. 1956 року перехав до США й продовжив дослідницьку роботу у Фрица Штерна в Колумбійському університеті.
Після захисту докторської дисертації в 1963 році стає викладачем Колумбійського університету. З 1968 по 1979 рр. був директором Інституту Центрально-Східної Європи (англ. Institute on East Central Europe). Після емеритації працював у 1999—2002 роках гостьовим професором Стенфордського університету.
В коло наукових інтересів Деака входять теми нової історії Центральної Європи, Східної Європи, Угорщини, а також теми націоналізму, тоталітаризму, Голокосту. Деак опублікава велику кількість статей в «Нью-Йоркському книжковому огляді» (New York Review of Books) та «Новій республіці» (The New Republic).
З 1964 року Деак міг знову відвідувати Угорщину. Після краху комуністичного режиму він став членом Угорської академії наук.
У 2000 році на честь Деака в Університеті Мінессоти було проведено симпозіум «Дилеми Центрально-Східної Європи: націоналізм, диктатура та пошук ідентичності» (Dilemmas of East Central Europe: Nationalism, Dictatorship, and the Search for Identity).
Дружина Деака Глорія є істориком мистецтва.

## Наукові праці
- Weimar Germany's Left-wing Intellectuals: A Political History of the «Weltbuhne» and Its Circle, The University of California Press, 1968
- The lawful revolution: Louis Kossuth and the Hungarians, 1848—1849. Columbia Univ., New York 1979.
- The social and psychological consequences of the disintegration of Austria-Hungary in 1918. In: Österreichische Osthefte. Jahrgang 22, 1980, S. 23–32.
- Beyond Nationalism: A Social and Political History of the Habsburg Officer Corps, 1848—1918 (Oxford University Press, 1990
- Jewish soldiers in Austro-Hungarian society, Leo Baeck Institute, 1990, 31 s.
- The Politics of Retribution in Europe: World War II and Its Aftermath (Princeton University Press, 2000 (разом з Jan T. Gross та Tony Judt)
- Essays on Hitler's Europe, University of Nebraska Press, 2001[4]
- Il processo di Norimberga tra storia e giustizia / Marina Cattarutta ; István Deák, Torino: UTET Libr., 2006, 119 S. ; 23 cm + 1 DVD-Video, 88-02-07478-X